# Heteractaea lunata
Heteractaea lunata is een krabbensoort uit de familie van de Xanthidae. De wetenschappelijke naam van de soort is voor het eerst geldig gepubliceerd in 1844 door Lucas, in H. Milne Edwards & Lucas.